# 丁潭
丁潭（てい たん、生没年不詳）は、中国の東晋の官僚。字は世康。本貫は会稽郡山陰県。

## 経歴
梁州刺史の丁弥の子として生まれた。三国時代の呉の司徒丁固は祖父にあたる。はじめ郡功曹となった。孝廉に挙げられ、郎中に任じられた。しばらくして丞相西閤祭酒に転じた。琅邪王司馬睿が称制すると、丁潭は時事の利害を説く上書をおこなった。
建武元年（317年）3月、司馬睿が晋王に即位すると、丁潭は駙馬都尉・奉朝請・尚書祠部郎に任じられた。司馬睿が子の司馬裒が琅邪王に封じると、琅邪国の上卿として丁潭を任用しようと、中書令の賀循に相談した。賀循が郎中令の職がふさわしいと意見したため、丁潭は琅邪王郎中令となった。10月に司馬裒が死去したため、丁潭は上疏して終喪の礼を行うよう求めた。議論の末、喪服を着ない心喪3年に服すことと定められた。
大興3年（320年）、王導の下で驃騎司馬となった。中書郎に転じ、広武将軍・東陽郡太守として出向した。郡では清潔な統治で知られた。召還されて太子左衛率とされたが、受けなかった。太寧3年（325年）に成帝が即位すると、丁潭は散騎常侍・侍中となった。咸和2年（327年）に蘇峻が蘇峻の乱を起こし、翌年に成帝が石頭へ避難すると、丁潭は侍中の鍾雅や劉超らとともに成帝に隨従して側を離れなかった。蘇峻が敗死すると、丁潭は功績により永安伯の爵位を受けた。大尚書となり、廷尉に転じ、左光禄大夫・領国子祭酒・会稽国大中正を兼ねて、散騎常侍の位を加えられた。
咸康8年（342年）、康帝が即位すると、丁潭は上表して引退を請願した。聞き入れられて、光禄大夫として邸に帰った。後に80歳で死去した。侍中の位を追贈された。諡は簡といった。
子の丁話は、散騎侍郎の位に上った。

## 伝記資料
- 『晋書』巻78 列伝第48